# Sha'al
Sha'al (tiếng Hebrew: שַׁעַל) là một khu định cư của Israel và moshav ở phía bắc Cao nguyên Golan. Năm 2017 nó có dân số 255. [1]
Cộng đồng quốc tế coi các khu định cư của người Israel ở Cao nguyên Golan là bất hợp pháp theo luật pháp quốc tế, nhưng chính phủ Israel tranh chấp điều này.

## Lịch sử
Các gar'in rằng thành lập Sha'al được thành lập vào năm 1976 để phản đối một nghị quyết của Liên Hợp Quốc lên án Israel. Ban đầu, họ đóng tại một căn cứ quân sự ở Quneitra trước khi chuyển đến địa điểm Sha'al vào năm 1980 tại thời điểm Cao nguyên Golan là một phần của Chính quyền Quân sự Israel. Năm 1981, khu vực Golan bị Israel đơn phương sáp nhập, bãi bỏ hệ thống chiếm đóng quân sự và áp đặt sự cai trị dân sự của Israel đối với khu vực này.